# Graphinotus viridiornatus
Graphinotus viridiornatus is een hooiwagen uit de familie Gonyleptidae.